# Pachypodium
Pachypodium is een geslacht van succulenten uit de maagdenpalmfamilie (Apocynaceae). Het zijn met doornen bezette bomen en struiken, die voorkomen in Madagaskar en Afrika. Het woord Pachypodium is afkomstig van een Latijnse vorm van de Oudgriekse woorden παχύς, "pachus" (dik) en πόδιον, "podion" (voetje), wat dus dikvoetig betekent.

## Soorten

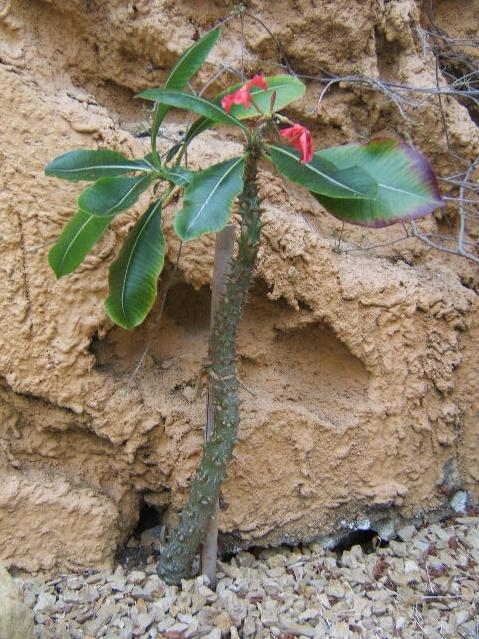
Pachypodium ambongense
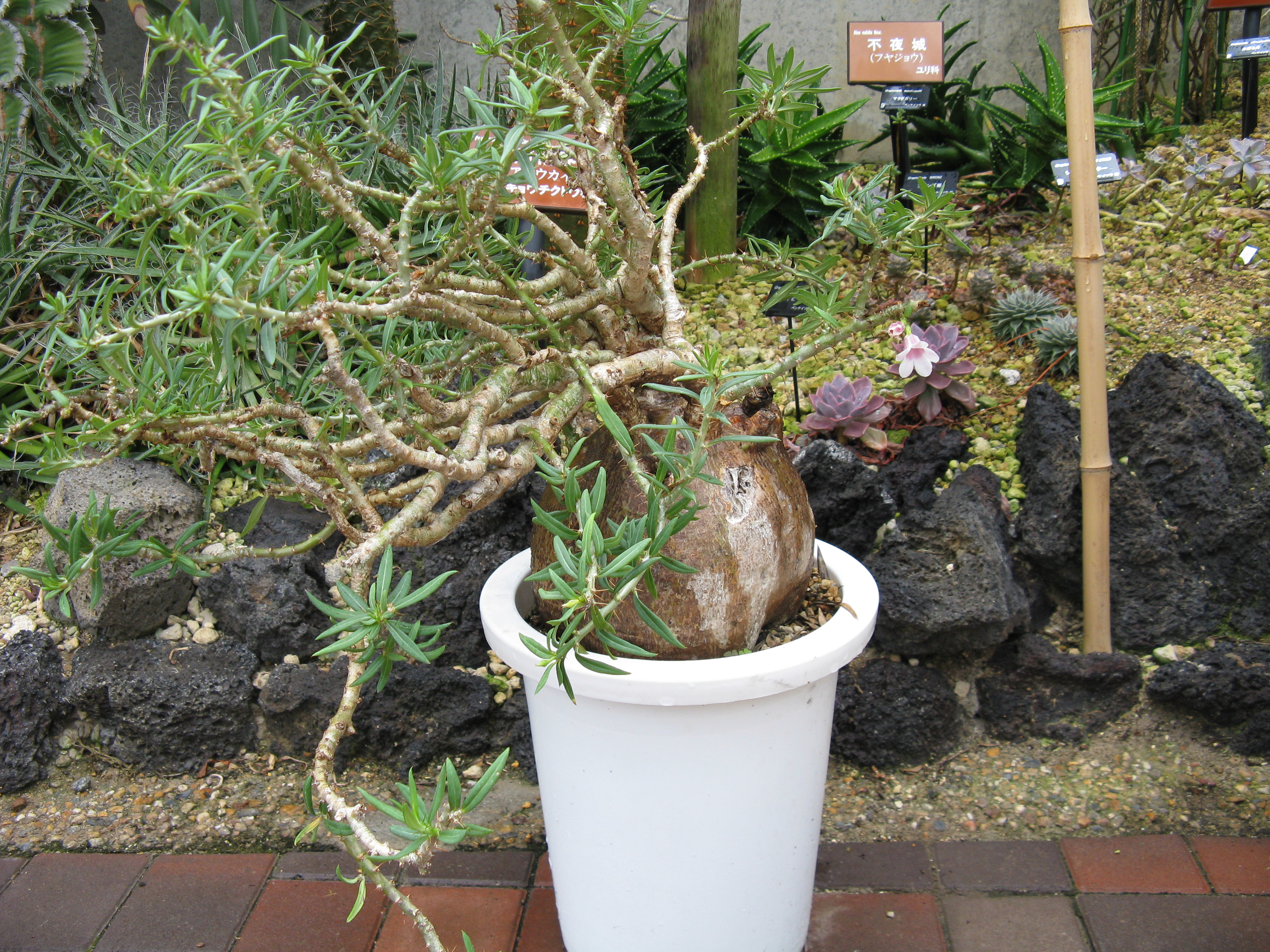
Pachypodium baronii
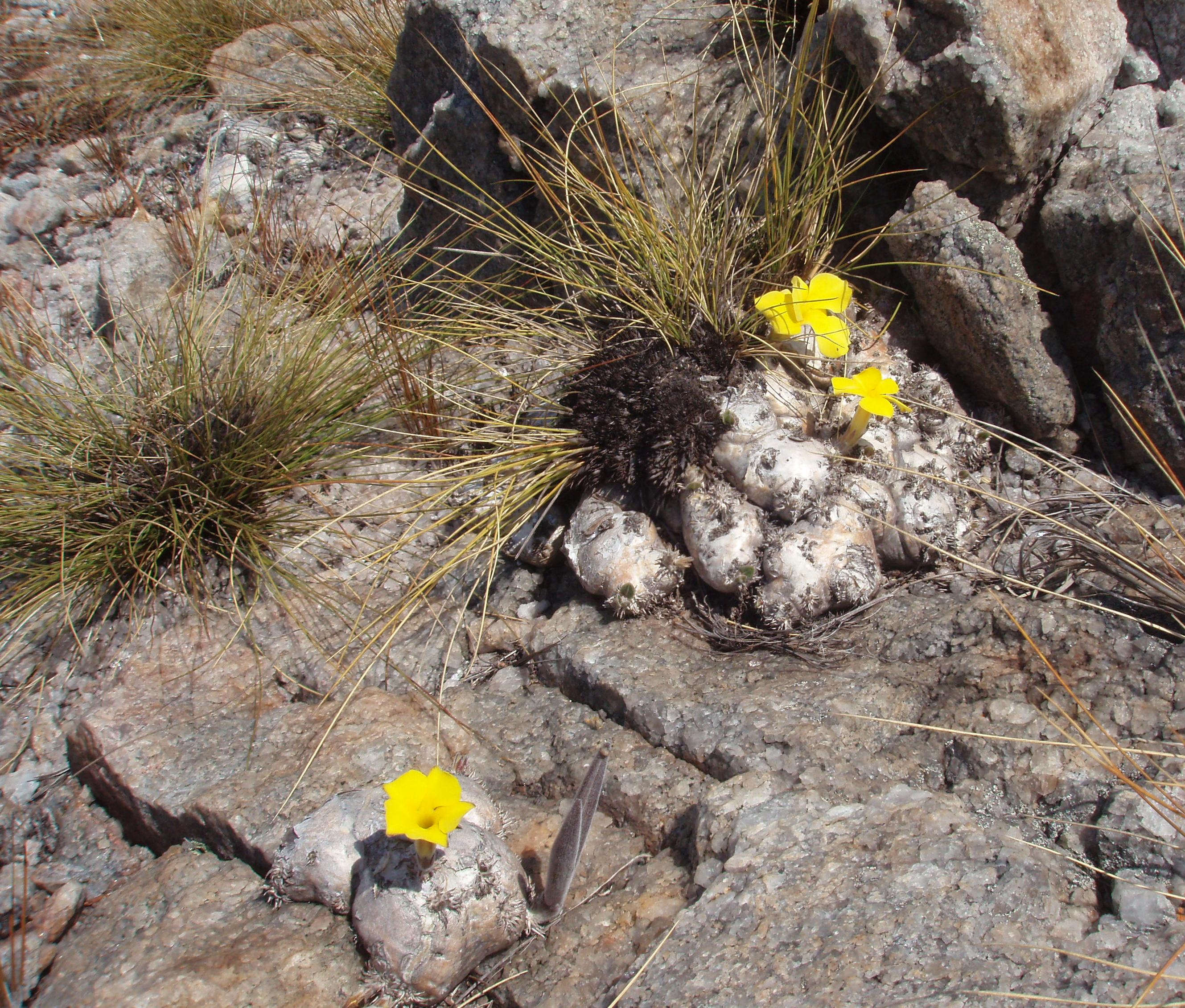
Pachypodium bicolor
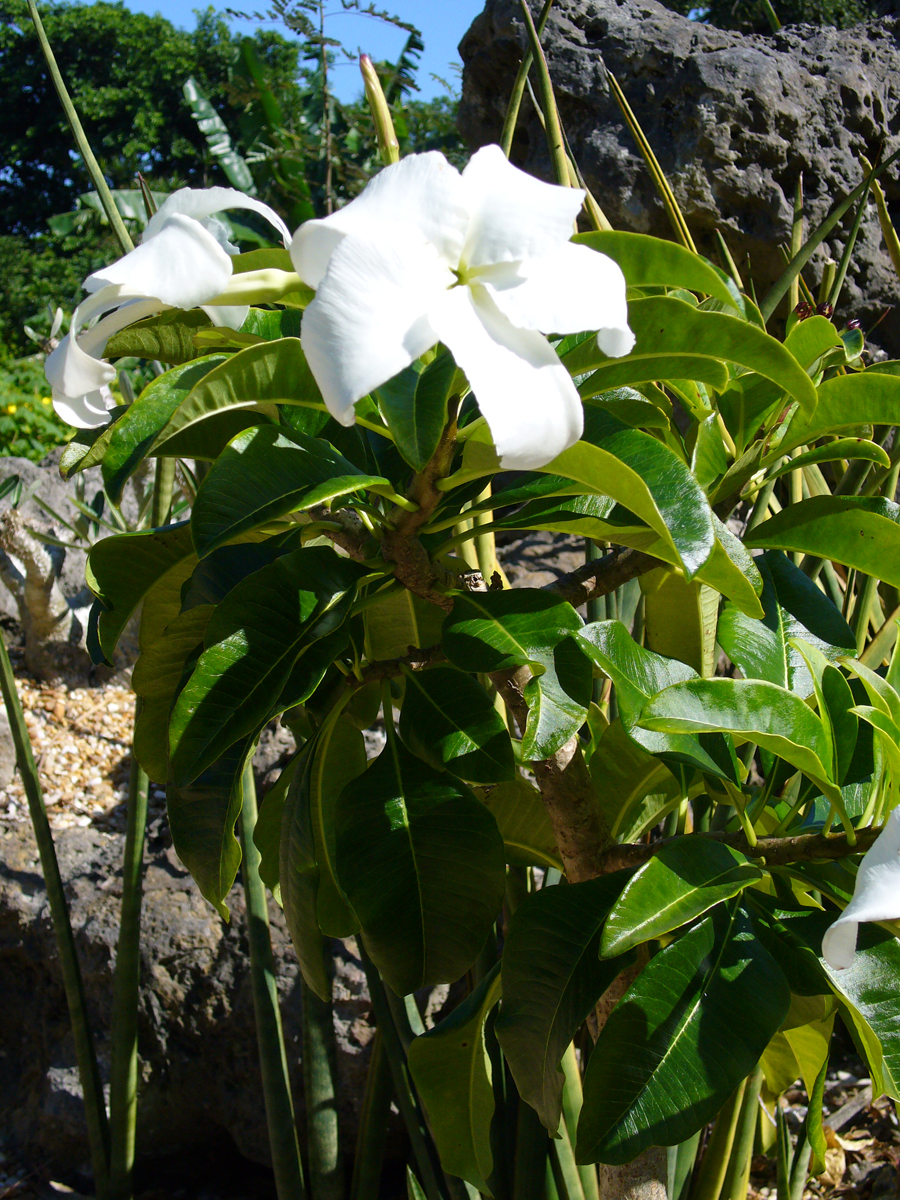
Pachypodium bispinosum
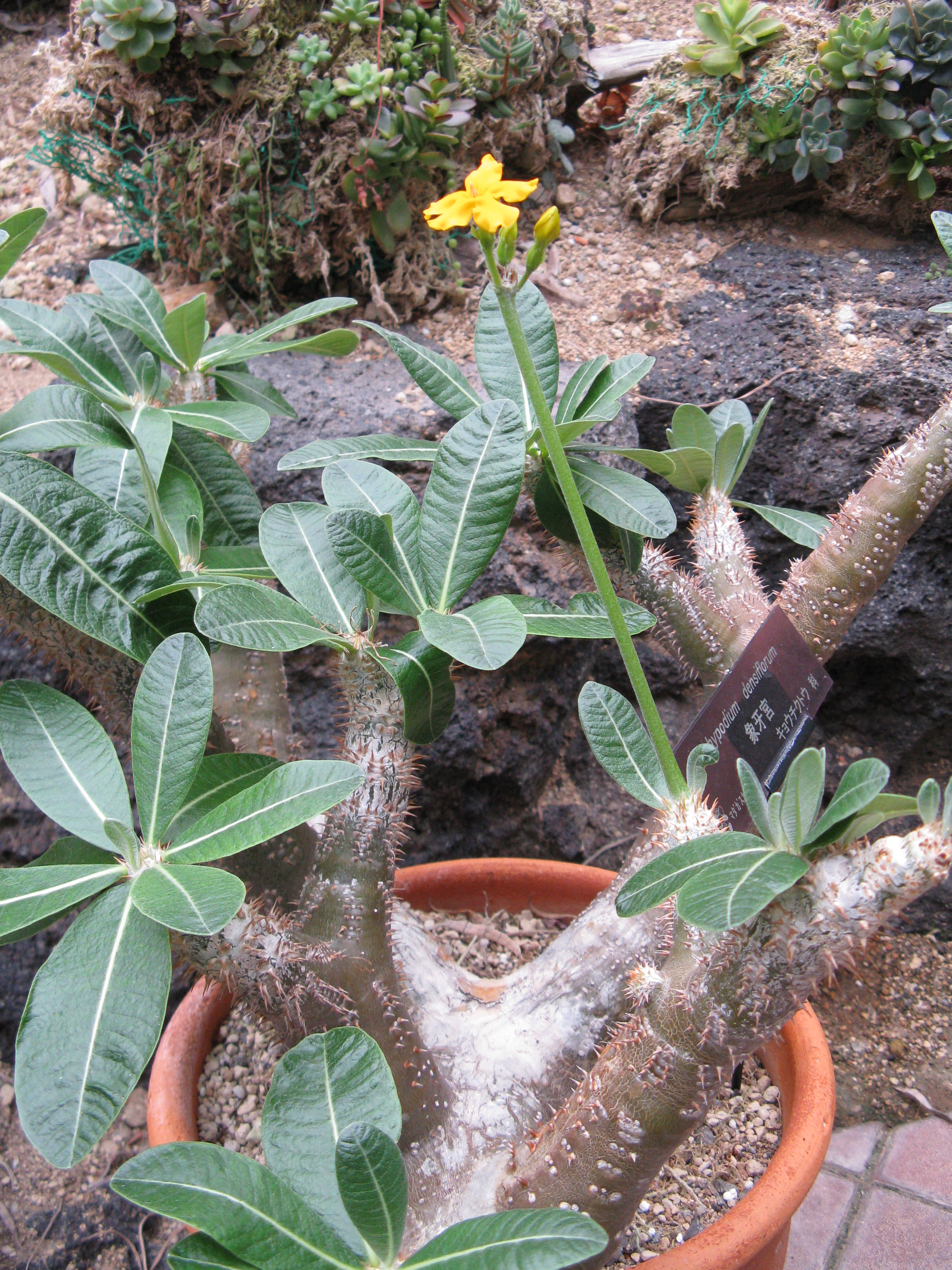
Pachypodium brevicalyx
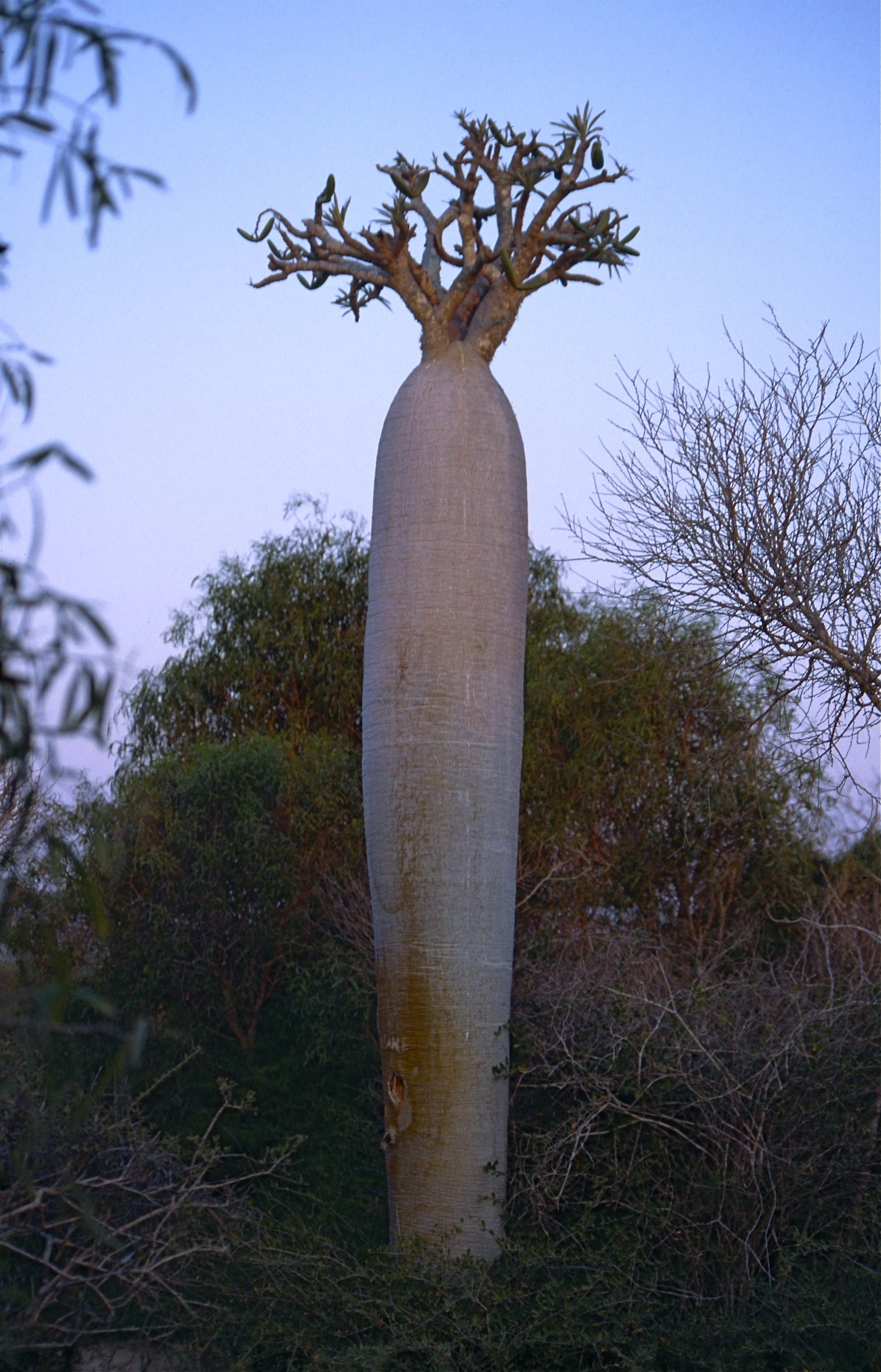
Pachypodium brevicaule
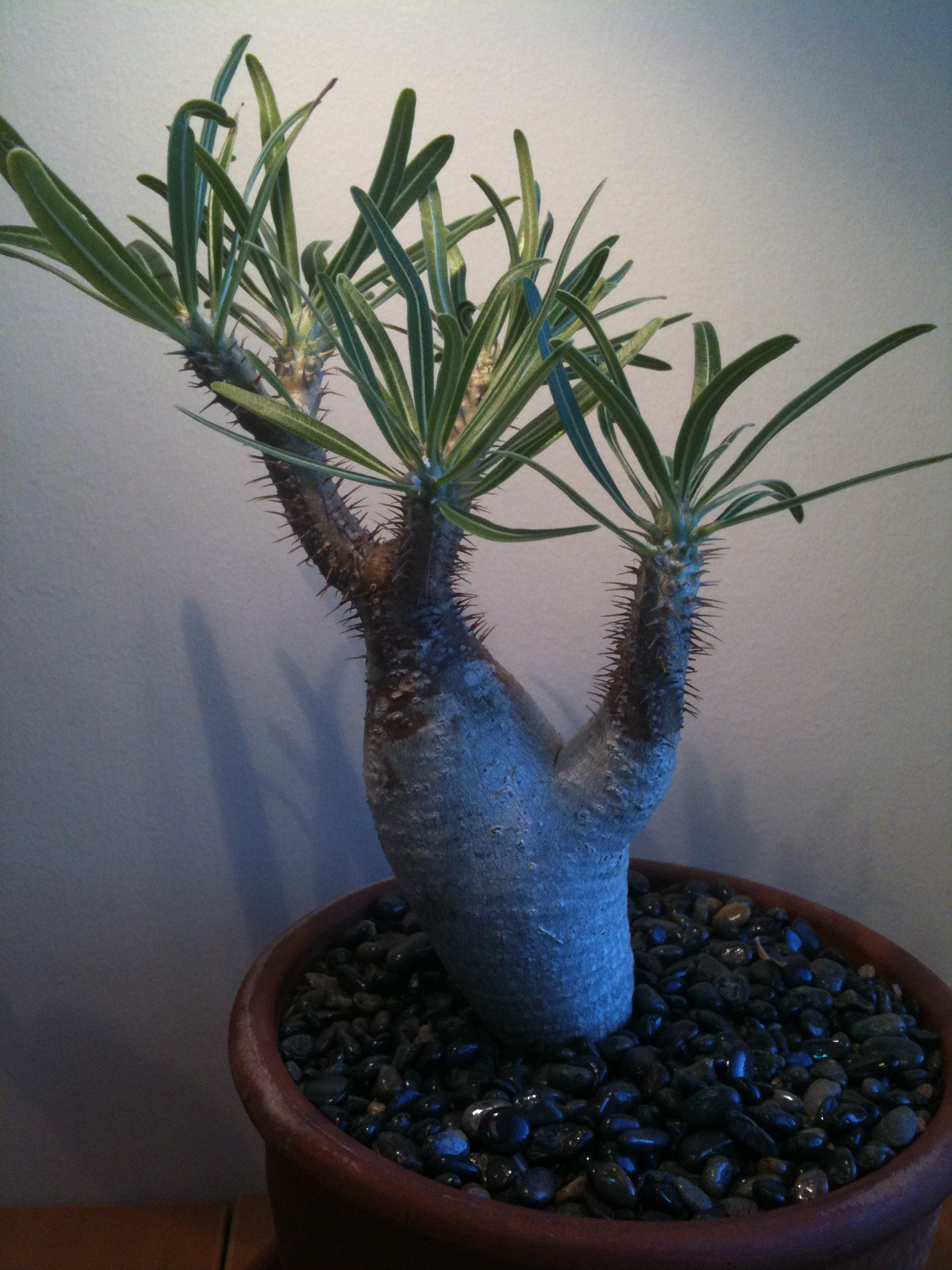
Pachypodium cactipes
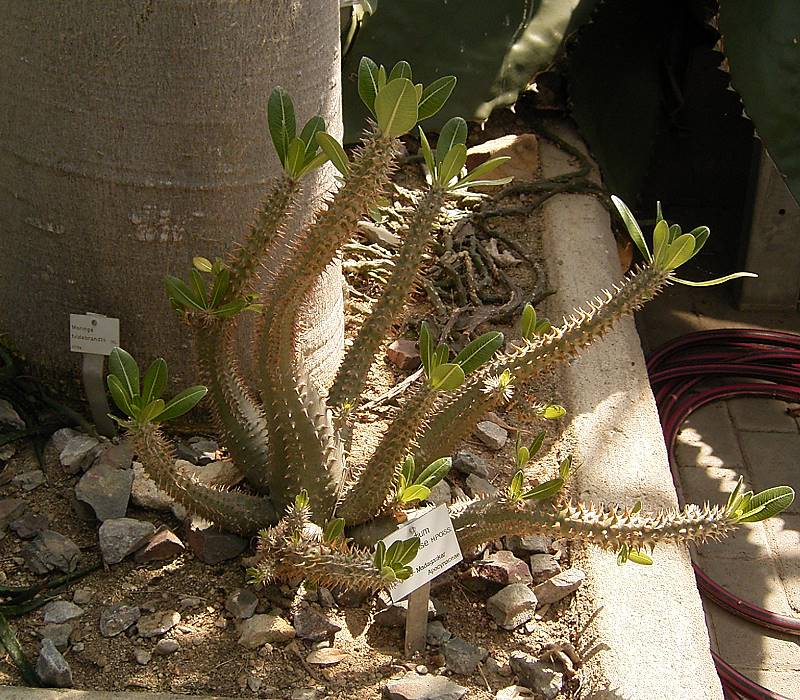
Pachypodium decaryi
- Pachypodium densiflorum
- Pachypodium enigmaticum
- Pachypodium fiherensis
- Pachypodium geayi
- Pachypodium gracilius
- Pachypodium horombense
- Pachypodium inopinatum
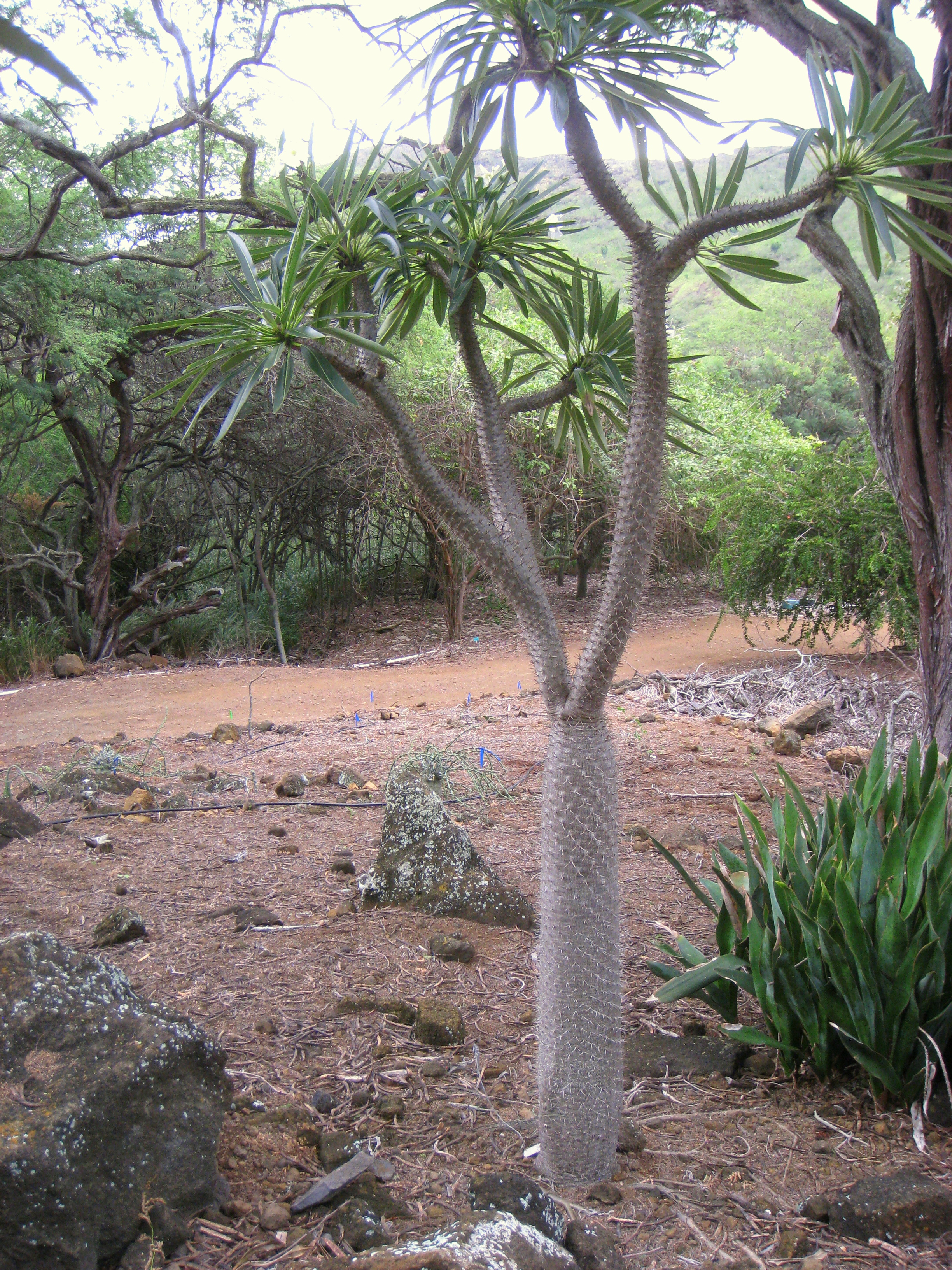
Pachypodium lamerei
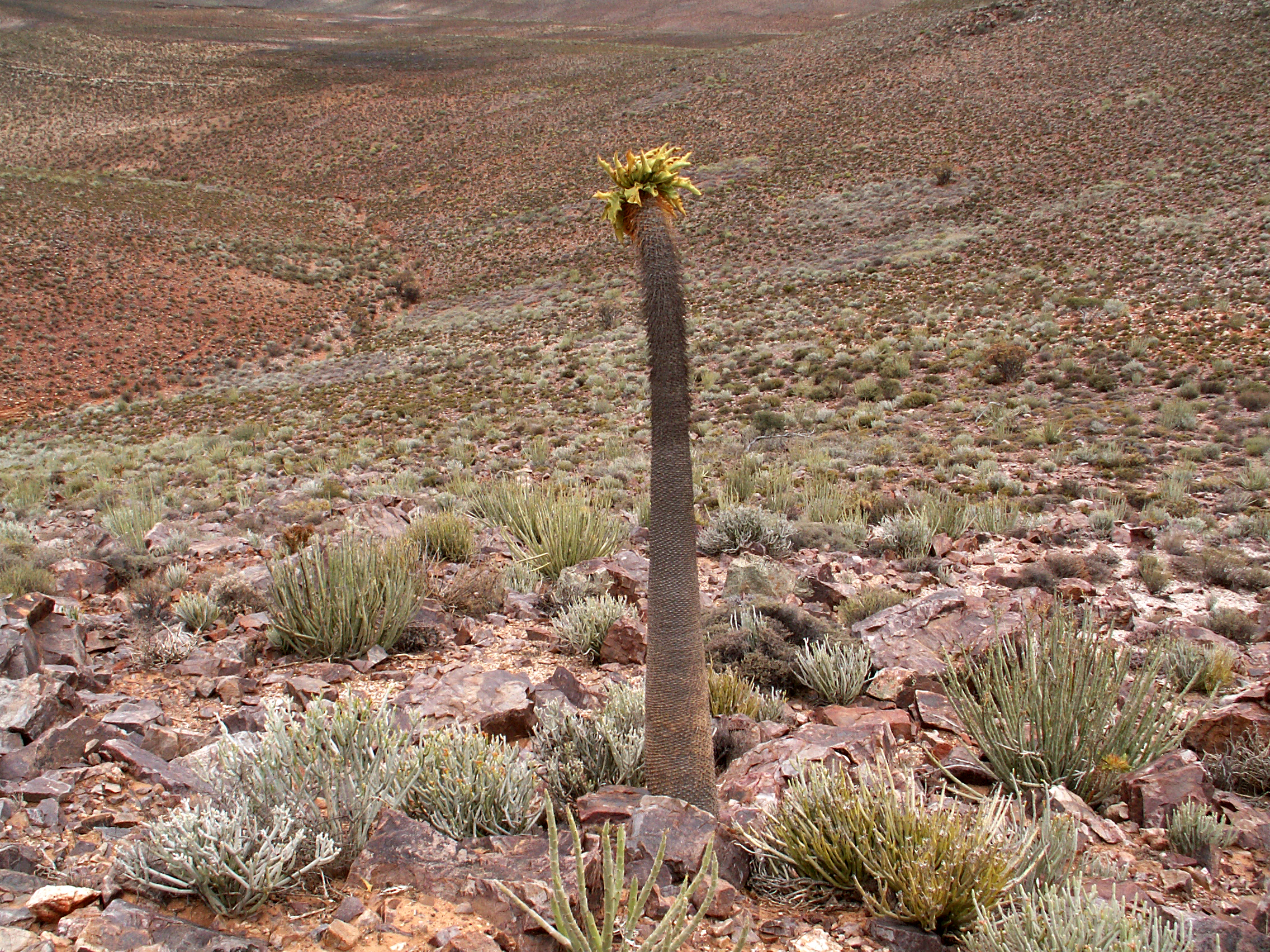
Pachypodium lealii
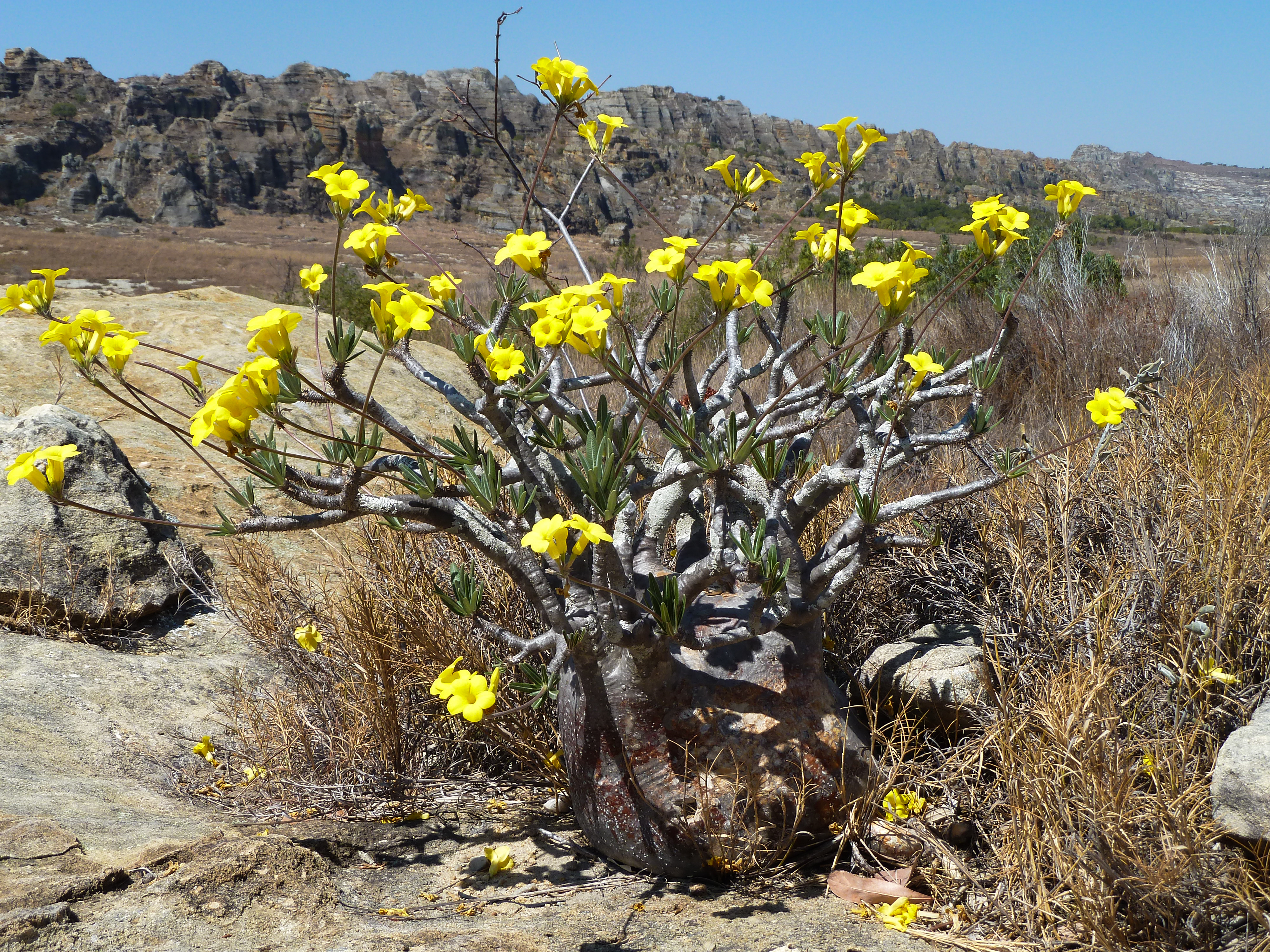
Pachypodium makayense
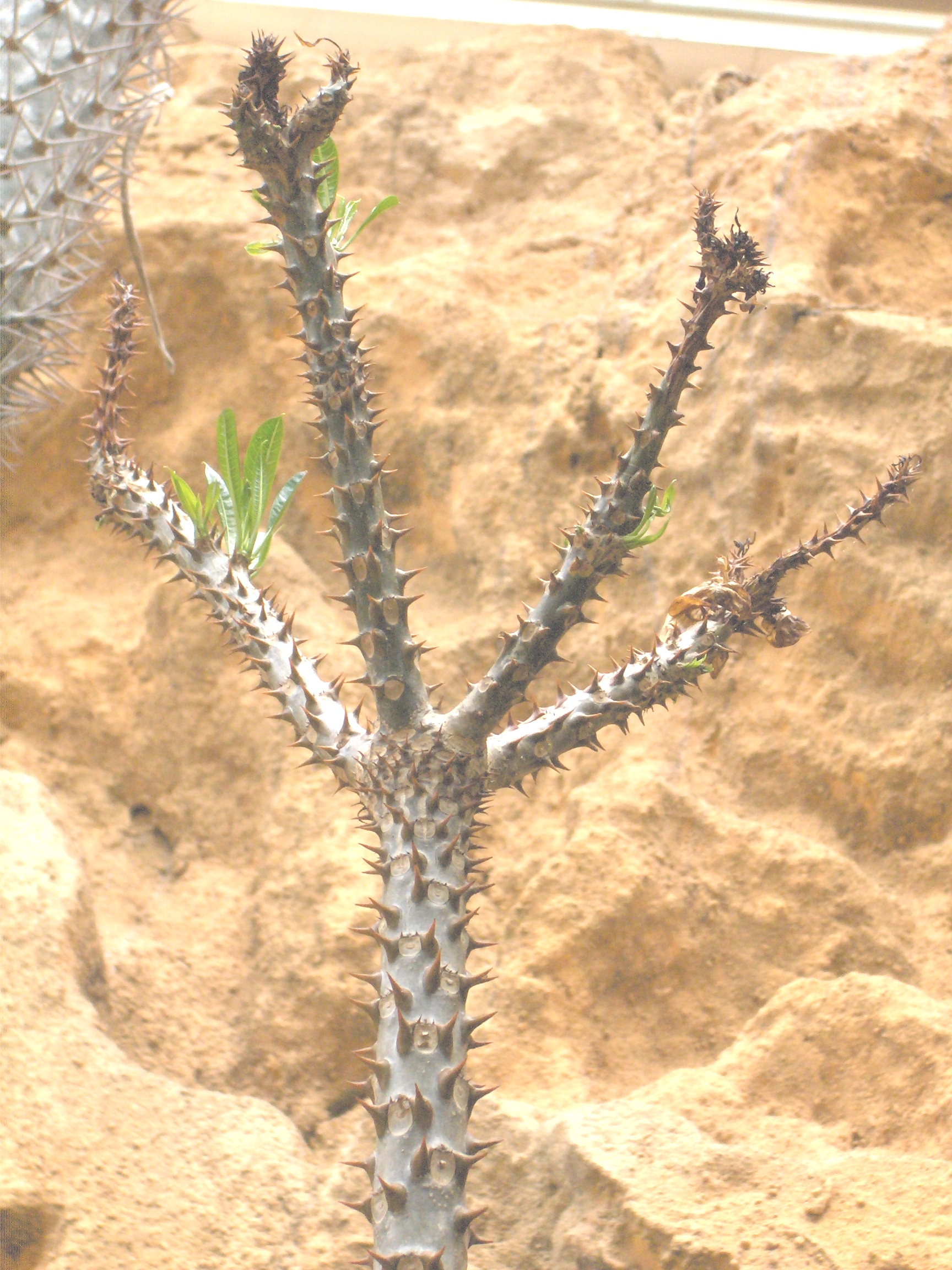
Pachypodium menabeum
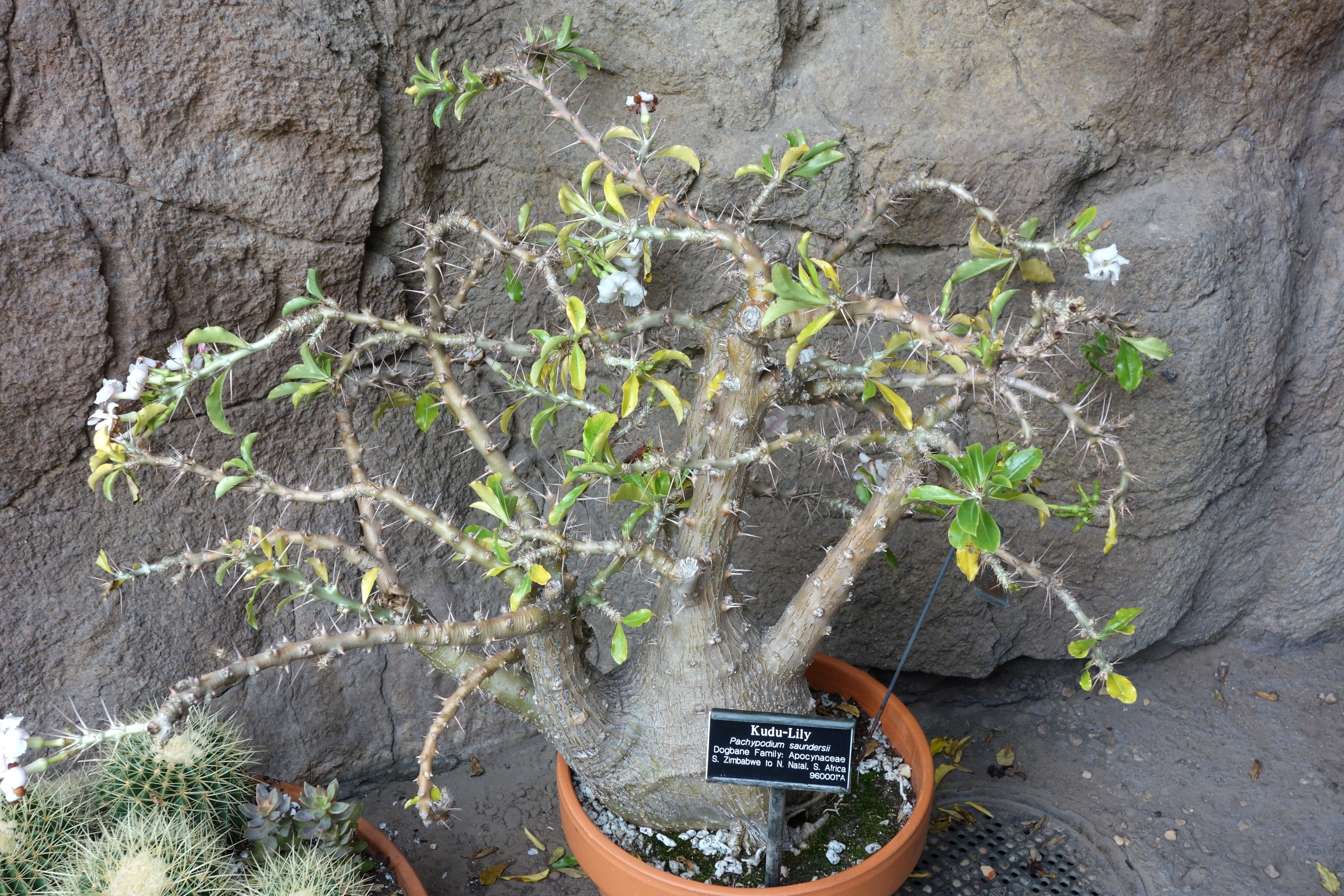
Pachypodium meridionale
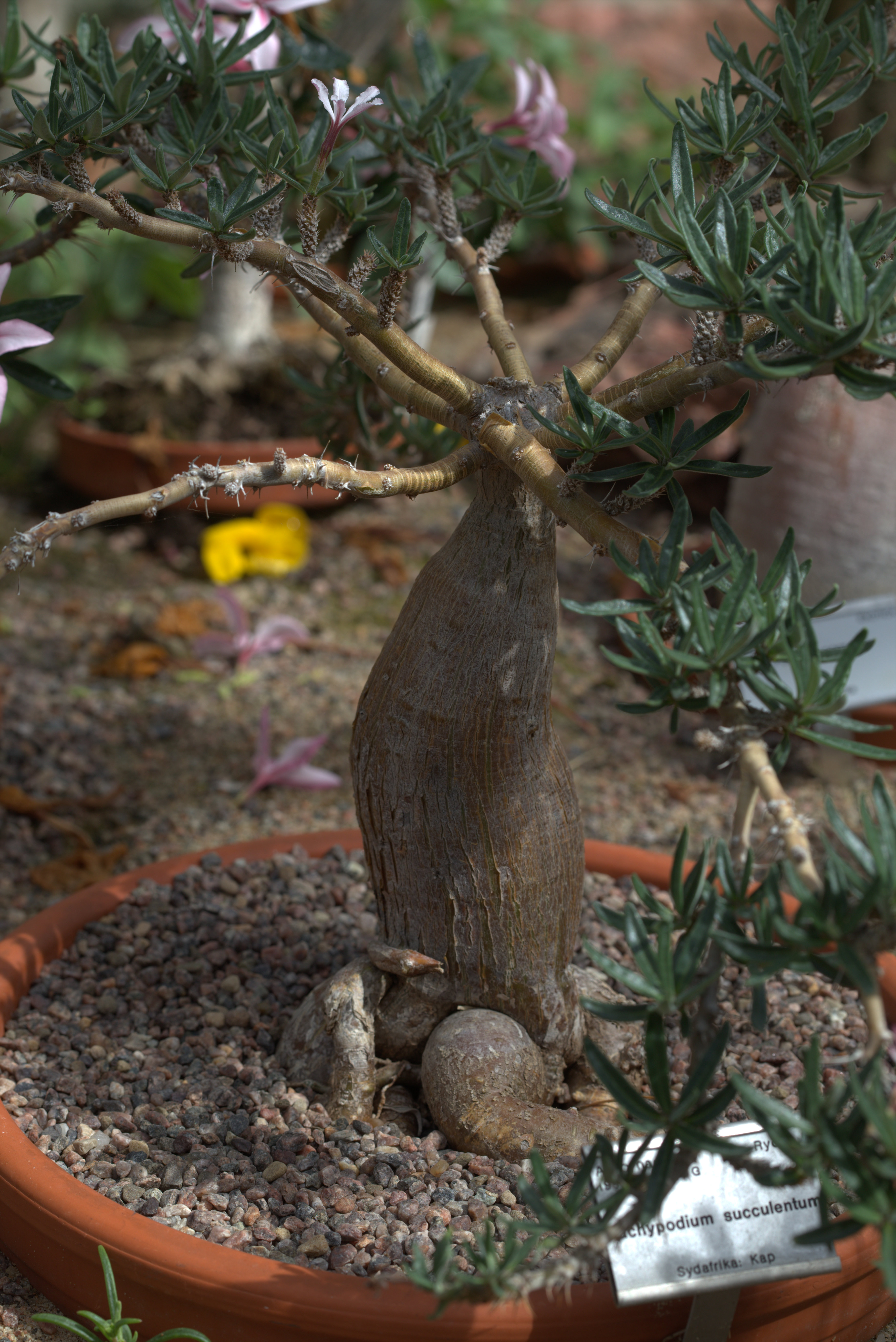
Pachypodium mikea
- Pachypodium namaquanum
- Pachypodium rosulatum
- Pachypodium rutenbergianum
- Pachypodium saundersii
- Pachypodium sofiense
- Pachypodium succulentum
- Pachypodium windsorii

- Pachypodium baronii
- Pachypodium bispinosum
- Pachypodium brevicaule
- Pachypodium decaryi
- Pachypodium densiflorum
- Pachypodium geayi
- Pachypodium gracilius
- Pachypodium horombense
- Pachypodium lamerei var. ramosum
- Pachypodium namaquanum
- Pachypodium rosulatum
- Pachypodium rutenbergianum
- Pachypodium saundersii
- Pachypodium succulentum

Aganonerion · 
Acokanthera · 
Adenium · 
Aganosma · 
Allamanda · 
Alstonia · 
Alyxia · 
Amalocalyx · 
Anodendron · 
Apocynum .
Asclepias · 
Baharuia · 
Baissea · 
Beaumontia ·
Caralluma · 
Carissa · 
Catharanthus · 
Cerbera · 
Ceropegia (lantaarnplanten) · 
Chonemorpha · 
Cleghornia · 
Cynanchum · 
Dewevrella ·
Dischidia ·
Ditassa  ·
Echites · 
Elytropus · 
Epigynum · 
Eucorymbia · 
Forsteronia · 
Hoodia · 
Hoya · 
Hylaea · 
Huernia · 
Ichnocarpus · 
Ixodonerium · 
Kopsia · 
Landolphia · 
Lhotzkyella · 
Macroditassa · 
Mandevilla · 
Manothrix · 
Margaretta · 
Marsdenia · 
Matelea · 
Melinia ·
Melodinus  · 
Merrillanthus · 
Metaplexis · 
Metastelma · 
Microdactylon · 
Microloma · 
Miraglossum · 
Mitostigma · 
Morrenia · 
Motandra · 
Nautonia · 
Neoschumannia · 
Nephradenia · 
Notechidnopsis · 
Odontadenia · 
Odontanthera · 
Oncinema · 
Oncostemma · 
Ophionella · 
Orbea · 
Orbeanthus · 
Orbeopsis · 
Orthanthera · 
Orthosia · 
Oxypetalum · 
Oxystelma · 
Pachycarpus · 
Pachycymbium · 
Pachypodium · 
Papuechites · 
Parameria · 
Parapodium · 
Parepigynum · 
Parsonsia · 
Pectinaria · 
Pentacyphus · 
Pentarrhinum · 
Pentasachme · 
Pentastelma · 
Pentatropis · 
Peplonia · 
Pergularia · 
Periglossum · 
Petopentia · 
Pherotrichis · 
Philibertia · 
Piaranthus · 
Pleurostelma · 
Plumeria · 
Pseudolithos · 
Quaqua · 
Quisumbingia · 
Raphistemma · 
Raphionacme · 
Rauvolfia · 
Rhyncharrhena · 
Rhyssolobium · 
Rhyssostelma · 
Rhytidocaulon · 
Riocreuxia · 
Rojasia · 
Sarcolobus ·
Sarcostemma · 
Schistogyne · 
Schistonema · 
Schubertia · 
Secamone · 
Secamonopsis · 
Seutera · 
Sindechites · 
Sisyranthus · 
Solenostemma · 
Sphaerocodon · 
Stapelia · 
Stapelianthus · 
Stapeliopsis · 
Stathmostelma · 
Stenomeria · 
Stenostelma · 
Stigmatorhynchus · 
Schizozygia · 
Tacazzea · 
Tectiphiala · 
Trachelospermum · 
Urceola · 
Vallariopsis · 
Vinca (maagdenpalm) · 
Vincetoxicum (engbloem)